# Эль-Кунейтра (мухафаза)
Эль-Куне́йтра (араб. مُحافظة القنيطرة‎) — мухафаза на юге Сирии на востоке Голанских высот. Большая часть территории оккупирована Израилем в 1967 году после Шестидневной войны.

## География
Расположена в юго-западной части страны. Формально административным центром является город Эль-Кунейтра, но фактически эту роль играет город Мадинат аль-Баас. Площадь составляет 1861 км², под контролем Сирии 600 км². На северо-востоке граничит с мухафазой Дамаск, на востоке — с мухафазой Даръа, на юге — с Иорданией, на западе — с Израилем частично по реке Иордан и Тивериадскому озеру, на севере — с Ливаном.

## История
Большая часть мухафазы была захвачена и оккупирована Израилем в ходе Шестидневной войны 1967 году и Войны Судного дня 1973 года и сформировала Голанские высоты.
С 1974 года часть территории мухазафы входит в состав зоны Сил ООН по наблюдению за разъединением.
В 1981 году Кнессет Израиля принял «Закон о Голанских высотах», где в одностороннем порядке был провозглашён суверенитет Израиля над этой территорией. Аннексия была признана недействительной Резолюцией Совета Безопасности ООН от 17 декабря 1981 года и осуждена Генеральной ассамблеей ООН в 2008 году. 25 марта 2019 года Дональд Трамп провозгласил признание США суверенитета Израиля над Голанскими высотами.

## Население
По данным на 2013 год численность населения составляет 49 195 человек.
Динамика численности населения мухафазы по годам:
| 1981   | 1997   | 2013   |
| ------ | ------ | ------ |
| 26 258 | 33 000 | 49 195 |

## Административное деление
Мухафаза разделена на 2 района:
1. Фик — Субдистрикты Фик, Эльмахер
2. Эль-Кунейтра — Субдистрикты Кунейтра, Джабта Эльшаб, Масаде (под оккупацией Израиля), Хусния (под оккупацией Израиля)